# Antigonish (miasto)
Antigonish – miasto (town) w kanadyjskiej prowincji Nowa Szkocja, ośrodek hrabstwa Antigonish, podjednostka podziału statystycznego (census subdivision). Według spisu powszechnego z 2016 obszar miasta to: 5,01 km², a zamieszkiwało wówczas ten obszar 4364 osób, natomiast cały obszar miejski (population centre) zamieszkiwało 5002 osób.
Miejscowość, która powstała w następstwie akcji osadniczej związanej z pobliskim Dorchester w 1784, otrzymała nazwę od (poddanego galicyzacji i anglicyzacji; poświadczone formy: Articougnesche – 1652, Artigoniche – 1738, Antigonich – koniec XVIII w.) pochodzącego z języka mikmak określenia dla tych okolic: N'alegihooneech, oznaczającej „miejsce, gdzie gałęzie są odrywane” (co zapewne wiązało się z działalnością niedźwiedzi poszukujących orzechów laskowych i bukwi), od 1855 jest siedzibą St. Francis Xavier University, od 1863 miejscem rozgrywania corocznych, w Kanadzie najwcześniej ustanowionych, Highland games, a w 1889 otrzymała status miasta (town).